# مايك سيباستيان
مايك سيباستيان (بالإنجليزية: Mike Sebastian)‏ هو لاعب كرة قدم أمريكية أمريكي، ولد في 7 يونيو 1910 في Luxor, Pennsylvania ‏ في الولايات المتحدة، وتوفي في 28 يونيو 1989 في هيميت في الولايات المتحدة.